# Liste der Bischöfe von Derby
Die Liste der Bischöfe von Derby stellt die bischöflichen Titelträger der Church of England in der Diözese Derby, Province of Canterbury dar. Diese Diözese ging 1927 nach Erlass von König Georg V. aus der Diözese Southwell hervor. Der Titel wurde nach der Stadt Derby in der Grafschaft Derbyshire benannt.
| Suffraganbischöfe von Derby | Suffraganbischöfe von Derby | Suffraganbischöfe von Derby | Suffraganbischöfe von Derby   | Suffraganbischöfe von Derby |
| Von                         | Bis                         | Name                        | Anmerkungen                   | Bild/Foto                   |
| --------------------------- | --------------------------- | --------------------------- | ----------------------------- | --------------------------- |
| 1889                        | 1909                        | Edward Were                 | danach Bischof von Stafford   |                             |
| 1909                        | 1927                        | Charles Abraham             |                               |                             |
| Bischöfe von Derby          |                             |                             |                               |                             |
| 1927                        | 1936                        | Edmund Pearce               |                               |                             |
| 1936                        | 1959                        | Alfred Rawlinson            | Vorher Erzdiakon von Auckland |                             |
| 1959                        | 1969                        | Geoffrey Allen              | vorher Bischof von Ägypten    |                             |
| 1969                        | 1988                        | Cyril Bowles                | vorher Erzdiakon von Swindon  |                             |
| 1988                        | 1995                        | Peter Dawes                 | vorher Erzdiakon von West Ham |                             |
| 1995                        | 2005                        | Jonathan Bailey             | vorher Bischof von Dunwich    |                             |
| 2005                        | 2018                        | Alastair Redfern            | vorher Bischof von Grantham   |                             |
| 2018                        | 2019                        | Jan McFarlane               |                               |                             |
| 2019                        | heute                       | Libby Lane                  | vorher Bischof von Stockport  |                             |